# Twistetal
Twistetal település Németországban, Hessen tartományban. Lakosainak száma 4227 fő (2023. december 31.).

## Népesség
A település népességének változása:
| Lakosok száma | 4395 | 4334 | 4187 | 4226 | 4227 |
|               | 2017 | 2019 | 2021 | 2022 | 2023 |